# Língua manipuri
Meitei-lon (মৈতৈলোন্), meitei-lol (মৈতৈলোল্) ou manipuri (মণিপুরি) (por vezes o termo britânico do século XIX, meithei (মৈথৈ), que é o nome de um povo, não de uma língua) é língua predominante e Língua franca no estado Indiano de Manipur, que fica no nordeste da Índia e a sudeste do Himalaia. É uma das línguas oficiais do Índia, sendo usada no governo de Manipur. O Meitei-lon é também falado nos estados de Assam e Tripura, em partes de Bangladesh e em Mianmar.

## Presença
O Meitei-lon demonstrou ser um forte fator de integração para comunicação entre todos os grupos étnicos de Manipur. A língua foi reconhecida como “Manipuri” (que também é nome da dança Manipuri de Kerala) pela União da Índia e incluuída como uma da 22 línguas oficiais da Índia (71ª Emenda da Constituição de 1992). O Manipuri ou Meitei é estudado em nível de pós graduação Phd em diversas Universidades do país, além de ser meio de instrução usual em todos níveis de ensino em Manipur.

## Fonologia e escrita
Meiteilon  (Manipuri) é uma língua tonal.
Manipuri teve sua própria escrita chamada Meitei Mayek, a qual foi usada até o século XVIII. Seu uso mais remoto data de um período entre os séculos XII e XIII.
Subsequentemente com a presença britânica a partir de 1891 foi adotada a “Escrita Nagari- leste” (também chamada de Assamesa ou Bengali. 
Essa Nagari-leste  é usada até hoje embora haja esforços para reviver a “Meitei Mayek”, que é porém, ainda usada em alguns textos das tribos Maring e Limbu de Manipur.

### Cultura e idioma
- Brara, N. Vijaylakshmi. (1998). Politics, society, and cosmology in India's North East. Delphi: Oxford University Press.
- Budha, W. (1992). Indigenous games of the Meiteis. Manipur: Wangkeimayum Publications.
- Singh, M. Kirti. (1988). Religion and culture of Manipur. Delhi: Manas Publications.
- Singh, M. Kirti. (1993). Folk culture of Manipur. Delhi: Manas Publications.
- Bhat, D. N. S.; & Ningomba, S. (1997). Manipuri grammar. Munich: Lincom Europa.
- Chelliah, Shobhana L. (1990). Experiencer subjects in Manipuri. In V. M. Manindra & K. P. Mohanan (Eds.), Experiencer subjects in South Asian languages (pp. 195–211). Stanford: The Center for the Study of Language and Information.
- Chelliah, Shobhana L. (1992). Tone in Manipuri. In K. L. Adams & T. J. Hudak (Eds.), Papers from the first annual meeting of the Southeast Asian Linguistics Society 1991 (pp. 65–85). Tempe, AZ: Arizona State University.
- Chelliah, Shobhana L. (1992). Bracketing paradoxes in Manipuri. In M. Aronoff (Ed.), Morphology now (pp. 33–47). Albany: State University of New York Press.
- Chelliah, Shobhana L. (1994). Morphological change and fast speech phenomena in the Manipuri verb. In K. L. Adams & T. J. Hudak (Eds.), Papers from the second annual meeting of the Southeast Asian Linguistics Society 1992 (pp. 121–134). Tempe, AZ: Arizona State University.
- Chelliah, Shobhana L. (1997). A grammar of Meithei. Berlin: Mouton de Gruyter. ISBN 0-19-564331-3.
- Chelliah, Shobhana L. (2002). Early Meithei manuscripts. In C. I. Beckwith (Ed.), Medieval Tibeto-Burman languages: PIATS 2000: Tibetan studies: Proceedings of the ninth seminar of the International Association of Tibetan Studies, Leiden 2000 (pp. 59–71). Leiden, Netherlands: Brill.
- Chelliah, Shobhana L. (2002). A glossary of 39 basic words in archaic and modern Meithei. In C. I. Beckwith (Ed.), Medieval Tibeto-Burman languages: PIATS 2000: Tibetan studies: Proceedings of the ninth seminar of the International Association of Tibetan Studies, Leiden 2000 (pp. 189–190). Leiden, Netherlands: Brill.
- Chelliah, Shobhana L. (2004). Polysemy through metonymy: The case of Meithei pi 'grandmother'. Studies in Language, 28 (2), 363-386.
- Singh, Ningthoukhongjam Khelchandra. (1964). Manipuri to Manipuri & English dictionary.